# Моваканы
Моваканы (англ.Mycian, Мики или Мюки, Муган в мусульманских источниках) — наименование особой племенной группы кавказских албан. Алексан Акопян считает миков иранским племенем наряду с племенем утиев. В древности мики были вовлечены в племенной союз каспиев, в составе которого они впервые вышли на историческую арену наряду с другими древнеалбанскими племенами.

## История
По мнению некоторых ученых, предками мовакан могли быть упоминаемые античными авторами племена мики (или мюки), обитавшие в бассейне р. Аракс и оставившие на территории современного Азербайджана географическое название Муган. Мики, очевидно, были родственны утиям, предкам современных, родственных лезгинам удин. На это косвенно указывает свидетельство Геродота, разместившего миков рядом с утиями. В древности мики были вовлечены в племенной союз каспиев, в составе которого они впервые вышли на историческую арену наряду с другими древнеалбанскими племенами. В трудах Давида Багратиони Мовакан назывался "Старою Нухою".  Джуаншер Джуаншериани при описании событий конца V в. упоминает приверженца зороастризма, «царя (мепе) Мовакана» (одной из центральных исторических областей Кавказской Албании), имя которого — Борзо передано в грузинизированной форме и отражает ср. перс. burz ‘высокий’.
Отдельно от титула албаншах источники упоминают аланшах в качестве титула, который Сасаниды даровали правителю Мугана (араб. Мукан, арм. Мовакан) — одного из политических образований, возникших после распада Кавказской Албании. Связь этого титула с северокавказскими аланами выглядит абсурдной, учитывая общественно-политическую ситуацию в регионе к началу арабских походов. Тем более что источники рассматривают Мукан и Арран как части единой историко-культурной общности, каковыми они и являлись, по крайней мере до того, как Мукан был включен в состав Ширвана.
Царь Мирдат предводительствовал воинством своего отца не единожды опустошал Ран и Мовакан. Дьяконов И. М. связывал миков с Мекраном.
Масуд Мамедов считает миков предками талышей.